# Puerto de Yibuti
El Puerto de Yibuti (en francés: Port de Djibouti) es un puerto en la ciudad de Yibuti, la capital del país africano de Yibuti. Se encuentra estratégicamente ubicado en el cruce de una de las rutas marítimas más transitadas del mundo, que une Europa, el Lejano Oriente, el Cuerno de África y el Golfo Pérsico. El puerto sirve como un centro de abastecimiento de combustible y de trasbordo clave, y es la salida marítima principal de las importaciones y las exportaciones de la vecina Etiopía.
Yibuti como principal paso marítimo y una principal ruta comercial entre Oriente y Occidente se remonta a 3.500 años, en la época de las exploraciones marítimas del Mar Rojo.